# Whole Lotta Love
Whole Lotta Love  (укр. Ціла купа любові )— перша і найбільш відома пісня із другого студійного альбому британського рок-гурту Led Zeppelin, Led Zeppelin II. Візитна картка пісні — гітарний риф, який в унісон грають Джиммі Пейдж та Джон Пол Джонс, а також соло на електромагнітному інструменті терменвоксі (у сингловому варіанті пісні цього соло немає)

## Історія створення
У 1962 році Мадді Вотерс записав «You Need Love», яку написав для нього Віллі Діксон. У 1966 році британський мод-гурт Small Faces записав пісню як «You Need Loving» для їхнього однойменного дебютного Decca LP. Деякі частини тексту версії Led Zeppelin були скопійовані із пісні Віллі Діксона, улюбленця Планта. Фразування Планта особливо схоже на фразування Стіва Мерріотта у версії Small Faces. Схожість із «You Need Love» могла стати причиною позову проти Led Zeppelin у 1985 році, але суперечка була врегульовану поза судом на користь Діксона.
Роберт Плант, великий прихильник блюз- та соул виконавців, регулярно цитує інші пісні, особливо на концертах. Зі слів Планта:
|  | Риф Пейджа був рифом Пейджа. Він був там перш за все. Я просто подумав: "Ну і що я буду співати?" І заспівав це, вкрав. Тепер із радістю розплатився. В той час було багато розмов щодо того, що робити. Було вирішено, що пройшло стільки часу, і повпливало також те, що... ну, спіймають тебе тільки в тому випадку, якщо ти станеш успішним. Це гра." |

Пейдж визнавав, що велику роль в оформлені шумової частини композиції зіграв звукоінженер Едді Крамер:
На концертах Led Zeppelin виконували цю пісню протягом практично всієї своєї кар'єри аж до 1980 року. Пісня розросталась, до неї «приходили» різноманітні вставки із інших пісень (які раніше виконувались як частина «How Many More Times» із першого альбому гурту), в тому числі «Good Times, Bad Times», «Your Time Is Gonna Come» та інші.
«Whole Lotta Love» разом із «Stairway to Heaven» (із альбому «Led Zeppelin IV») вважається однією із найбільш відомих композицій Led Zeppelin. Гітарний риф пісні визнаний слухачами британського Radio 2 найкращим рифом XX століття. На думку музичного продюсера Стіва Левайна, риф у цій композиції є одним із найбільш важливих гітарних рифів XX століття.

## Відгуки критиків
Журнал Kerrang! від 17 жовтня 2009 року помістив риф «Whole Lotta Love» на № 3 у списку «Ста найбільш вбивчих рифів в історії», зазначивши:
|  | Такий, що заїкається, спотикається і насамкінець - зривається, риф "Whole Lotta Love" відкриває другий альбом гурту Led Zeppelin, розгортаючи шедевр, який за ним прихований... Той факт, що багато років цей риф відкриває чарт-програму ВВС Top of the Pops і навіть прозвучав на церемонії закриття Олімпіади в Пекіні, говорить про те, наскільки він непідвладний часу. За 40 років із моменту створення риф абсолютно не втратив своєї неперевершеної похітливості. |

## Кавер-версії
Пісня була багаторазово переспівана багатьма музикантами і гуртами. У Великій Британії композиція була темою для телепрограми Top of the Pops протягом 1970-х і 1980-х років. Також прозвучала на завершальній церемонії Літніх Олімпійських ігор 2008 року в Пекіні 24 серпня 2008 року у переписаній версії із Джиммі Пейджем та співачкою Леоною Льюїс. І Льюїс, і організатори просили, щоб частина слів були змінені, особливо I'm gonna give you every inch of my love («Я віддам тобі кожний дюйм свого кохання»). Пропонувалось замінити слово «дюйм» на слово «частинка», але у фінальному варіанті ці слова взагалі прибрали із пісні як і весь третій куплет.

## Чарти
Сингл потрапив до чарту Billboard Hot 100 22 листопада 1969 року, в якому він залишався 15 тижнів, посівши четверту сходинку і ставши єдиним синглом гурту, що потрапив до топ-10 у США.
| Чарт (1969—1970)                                           | Найвища позиція |
| ---------------------------------------------------------- | --------------- |
| Australia (Go-Set National Top 40)                         | 1               |
| Australia (Kent Music Report)                              | 1               |
| Австрія (Ö3 Austria Top 75)                                | 3               |
| Бельгія (Ultratop Flanders)                                | 2               |
| Canada Top Singles (RPM)                                   | 2               |
| Denmark (Tipparaden)                                       | 2               |
| Finland (Suomen virallinen lista)                          | 7               |
| Нідерланди (Dutch Top 40)                                  | 4               |
| Нідерланди (Mega Single Top 100)                           | 5               |
| New Zealand (RIANZ)                                        | 4               |
| South Africa (Springbok Radio)                             | 6               |
| Spanish Singles Chart                                      | 4               |
| Sweden (Tio i Topp)                                        | 9               |
| Швейцарія (Media Control AG)                               | 5               |
| США (Billboard Hot 100)                                    | 4               |
| US Cash Box                                                | 2               |
| US Record World                                            | 4               |
| Федеративна Республіка Німеччина (Чарти GfK Entertainment) | 1               |

| Чарт (1997)                               | Найвища позиція |
| ----------------------------------------- | --------------- |
| Australia (ARIA)                          | 52              |
| Шотландія (Official Charts Company)       | 15              |
| Велика Британія (Official Charts Company) | 21              |

| Рік  | Чарт                                                  | Найвища позиція |
| ---- | ----------------------------------------------------- | --------------- |
| 2007 | Canada (Hot Canadian Digital Singles)                 | 49              |
| 2007 | Швейцарія (Media Control AG)                          | 57              |
| 2007 | Велика Британія (Official Charts Company)             | 64              |
| 2010 | Belgium (Ultratop 30 Back Catalogue Singles Wallonia) | 18              |
| 2012 | Belgium (Ultratop 50 Back Catalogue Singles Flanders) | 43              |
| 2013 | Франція (SNEP)                                        | 52              |
| 2014 | Франція (SNEP)                                        | 151             |

| Чарт (1970)                           | Позиція |
| ------------------------------------- | ------- |
| Australia (Go-Set Top 40)             | 18      |
| Australia (Kent Music Report)         | 11      |
| Austria (Ö3 Austria Top 40)           | 10      |
| Belgium (Ultratop 50 Flanders)        | 65      |
| Canada Top Singles (RPM)              | 23      |
| Netherlands (Dutch Top 40)            | 28      |
| Netherlands (Single Top 100)          | 27      |
| US Cash Box                           | 54      |
| West Germany (Official German Charts) | 17      |

## Сертифікації
| Регіон | Сертифікація | Продажі    |
| --- | ------------ | ---------- |
| Німеччина | —            | 400,000    |
| Італія (FIMI) | Платиновий   | 50 000*    |
| Велика Британія (BPI) | Платиновий   | 600 000    |
| США (RIAA) | Золотий      | 1 000 000^ |
| *продажі, що базуються лише на сертифікаціях · ^відвантаження, що базуються лише на сертифікаціях · продажі+прослуховування, що базуються лише на сертифікаціях |              |            |